# Climat des Pays de la Loire
Le climat des Pays de la Loire est l’état moyen des conditions de l'atmosphère terrestre sur le territoire de la région Pays de la Loire, fondé sur les moyennes et la variabilité de paramètres météorologiques (température, pression atmosphérique, précipitations, ensoleillement, humidité, vitesse du vent) pendant une période donnée, la période type de référence définie par l’Organisation météorologique mondiale étant de 30 ans.
Comme l'ensemble de la France métropolitaine, les Pays de la Loire sont exposés au réchauffement climatique qui contribue à modifier les climats locaux actuels et à des effets sur l'environnement, la santé et la société. Depuis le début des années 1980, le réchauffement s’est accentué, avec une élévation supérieure à 0,3 °C par décennie.
Pour respecter les deux objectifs de l'accord de Paris sur le climat (réchauffement bien en-dessous de 2 °C et de préférence limité à 1,5 °C), une réduction forte et immédiate des émissions de CO2 est indispensable, jusqu'à atteindre la neutralité carbone, seule à même de stopper le réchauffement, la France, à travers sa politique climatique, déploie différentes stratégies d'atténuation et d'adaptation), avec des objectifs spécifiques comme la réduction des émissions de gaz à effet de serre de 40 % entre 1990 et 2030 (20 % en 2019) ou la réduction de la consommation énergétique finale de 50 % en 2050 par rapport à la référence 2012 en visant un objectif intermédiaire de 20 % en 2030. Dans ce cadre le conseil régional de Pays de la Loire créé le GIEC ligérien, un groupe régional d’experts sur le climat, et publié différents documents de stratégie (SRADETT) ou d'engagements. Au niveau local, xx PCAET, portés par les intercommunalités, sont adoptés ou en cours d'élaboration.

## Zonages climatiques

### Zonage de Joly et al. (2010)

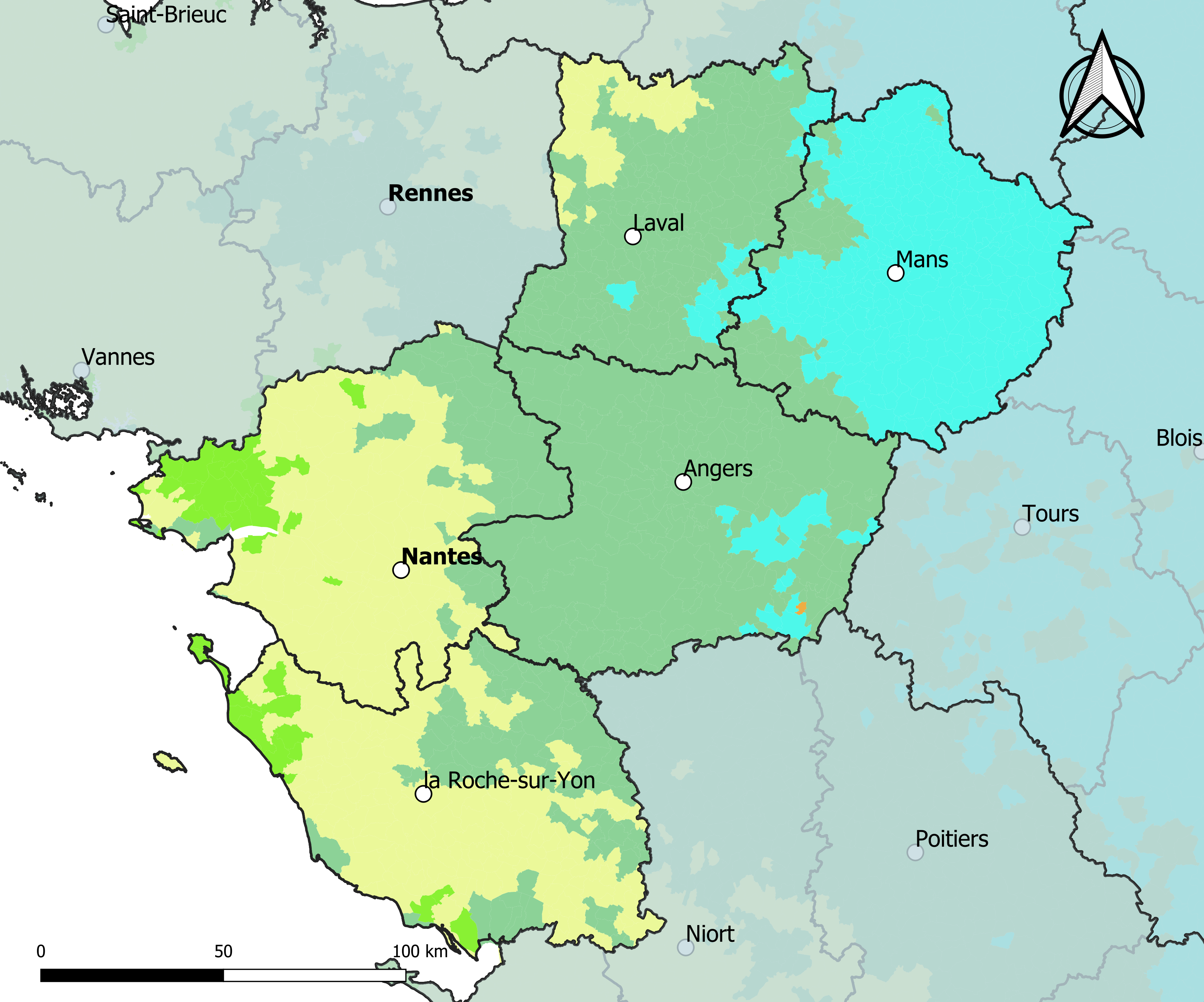
Zonage climatique de Joly et al. (2010).
3 : climat océanique dégradé des plaines du Centre et du Nord
4 : climat océanique altéré
5 : climat océanique franc

Une étude du CNRS de 2010 réalisée par Daniel Joly, Thierry Brossard, Hervé Cardot, Jean Cavailhes, Mohamed Hilal et Pierre Wavresky a permis de classer les climats de métropole en huit grands types. Partant des mesures stationnelles de précipitation et de température mises à disposition par Météo-France, un jeu de 14 variables intégrant une série temporelle de 30 ans (1971-2000) est défini pour caractériser les climats et leurs modalités distinctives de variation. Une méthode originale dite d’interpolation locale permet de reconstituer les champs spatiaux continus des variables en question et de les exprimer sous forme de couches d’information gérables par SIG. Il en a résulté 8 types de climats,
 Le climat océanique franc est caractérisé par des températures moyennes et très homothermes : l’amplitude annuelle (moins de 13°C d’écart entre juillet et janvier), le nombre de jours froids (moins de 4) et chauds (moins de 4) et la variabilité interannuelle sont minimaux. Les précipitations sont annuellement abondantes (un peu plus de 1000 mm) et fréquentes en hiver (plus de 13 jours en janvier). L’été est également pluvieux (8-9 jours en juillet) mais les cumuls sont réduits.
 Le climat océanique altéré constitue une transition entre l’océanique franc (type 5) et l’océanique dégradé (type 3). La température moyenne annuelle est assez élevée (12,5 °C) avec un nombre de jours froids faible (entre 4 et 8 par an) et chauds soutenu (entre 15 et 23 par an). L’amplitude thermique annuelle (juillet-janvier) est proche du minimum et la variabilité interannuelle moyenne. Les précipitations, moyennes en cumul annuel (800-900 mm) tombent surtout l’hiver, l’été étant assez sec ;
 Le climat océanique dégradé des plaines du Centre et du Nord reste océanique mais avec de belles dégradations. Les températures sont intermédiaires (environ 11°C en moyenne annuelle, entre 8 et 14 jours avec une température inférieure à -5°C). Les précipitations sont faibles (moins de 700 mm de cumul annuel), surtout en été, mais les pluies tombent en moyenne sur 12 jours en janvier et sur 8 en juillet, valeurs moyennes rapportées à l’ensemble français ;

### Zonages de Météo-France (2020)
|  |  |

## Paramètres climatiques

### Températures
Les différentes séries de données disponibles en Pays de la Loire mettent en évidence une évolution des températures moyennes cohérente avec l’évolution observée sur le Grand Ouest et en France. Depuis le début des années 1980, le réchauffement s’est accentué, avec une élévation supérieure à 0,3 °C par décennie. Le réchauffement est cependant plus marqué dans l'est de la région en raison de son caractère plus continental. Cet accroissement important des températures impose au conseil agricole de réactualiser les références climatiques utilisées (dates de semis et choix de variétés notamment) pour mieux anticiper les conditions thermiques des prochaines années. La variabilité inter annuelle est très prononcée ce qui impose une réactivité importante dans les choix qui sont faits et d’intégrer la notion de risque et de résilience des systèmes de culture proposés.
Les stations du Mans et d'Angers-Beaucouzé montrent une tendance significativement à la hausse du nombre de jours estivaux (nombre de jours pour chaque année où la température maximale journalière est supérieure ou égale à 25 °C). En 44 ans le nombre de journées estivales a été multiplié par 1,5 au Mans. Il apparaît que cette augmentation du nombre de jours estivaux s’accroît d’ouest en est. Parallèlement le nombre annuel de jours de gel a décru jusqu’à une diminution de 5 jours par décennie au Mans.

### Précipitations
En région Pays de la Loire, le cumul annuel des précipitations montre une légère tendance à l’augmentation des pluies. Ce signal est cependant faiblement établi et très dépendant de la période d’observation. En outre, le fait de considérer des moyennes annuelles peut masquer des tendances différentes pour chacune des saisons, d’où l’importance d’étudier également l’évolution des précipitations saisonnières.

### Paramètres des stations météorologiques historiques
Par station historique, il convient d'entendre une station qui permet de connaître trois normales climatiques consécutives (1971-2000, 1981-2010 et 1990-2020) sur Infoclimat. Il existe cinq stations historiques dans la région.
| Département      | Stations              | Températures            | Températures            | Températures             | Ensoleilmt | Précipitations | Précipitations         | Précipitations | Précipitations |
| Département      | Stations              | moy moyenne (1991-2020) | maxi extrême            | mini extrême             | Ensoleilmt | Cumul moyen    | Max en 24 h            | Max en 5 j     | Moy > 1 mm     |
| ---------------- | --------------------- | ----------------------- | ----------------------- | ------------------------ | ---------- | -------------- | ---------------------- | -------------- | -------------- |
| Loire-Atlantique | Nantes-Bouguenais     | 12,7                    | 42,0 (le 18 juil. 2022) | -15,6 (le 15 fev. 1956)  | 1908.6     | 819,5          | 96,7 (le 2 oct. 2021)  | 118,7 (janv.)  | 6,1            |
| Loire-Atlantique | Saint-Nazaire-Montoir | 12,6                    | 41,0 (le 18 juil. 2022) | -13,8 (le 16 janv. 1985) | 1892.5     | 792,0          | 96,0 (le 26 nov. 1983) | 122,8 (oct.)   | 6,3            |
| Sarthe           | Le Mans               | 12,4                    | 41,1 (le 25 juil. 2019) | -21,0 (le 29 dec. 1964)  | 1808.6     | 693,4          | 85,0 (le 31 mai 2008)  | 113,0 (janv.)  | 5,6            |
| Vendée           | L'Île-d'Yeu           | 13,3                    | 36,0 (le 11 août 2022)  | -9,8 (le 13 janv. 1987)  | 7.5        | 756,5          | 94,1 (le 6 août 1951)  | 96,6 (sept.)   | 5,8            |
| Vendée           | La Roche-sur-Yon      | 12,4                    | 41,5 (le )              | -15,4 (le 10 fev. 1986)  | 1922.4     | 885,5          | 75,2 (le 29 mai 2016)  | 137,0 (sept.)  | 6,5            |

## Événements météorologiques exceptionnels

### Événements historiques
- 13 juillet 1788 - Orages sur le Nord de la France - Cet épisode a provoqué des ravages spectaculaires sur bon nombre de départements du nord-ouest de la France[15].
- Janvier 1936 - Inondations dans l’ouest de la France - Des pluies persistantes du 28 décembre 1935 au 11 janvier 1936 provoquent d’importantes inondations dans l’ouest de la France[16].
- 7 août 1965 - Orage en Charente-Maritime - Les 6 et 7 août 1965, une ligne orageuse active traverse la France de la Charente jusqu’aux Ardennes[17].
- 7 juillet 1977 - Orage diluvien sur Nantes - Le 7 juillet 1977 de violents orages touchent la région nantaise et le sud de l’Ille-et-Vilaine[18].
- 21 janvier 1995 - Fortes pluies et inondations sur l’ouest de la France - Après une année 1994 et plus particulièrement un automne et un début d’hiver très humides, une succession de vagues pluvieuses ont défilé sur l’ouest de la France à un rythme quasi quotidien[19].

### Années 2000
- 15 juillet 2003 - Orages meurtriers sur le Sud-Ouest - Les orages du 15 juillet 2003 ont été d’une rare violence sur le Pays basque, les Landes, la Gironde puis sur la Charente-Maritime et le Maine-et-Loire. On dénombre de nombreux blessés, 4 morts et de très importants dégâts matériels[20].
- 13 au 15 septembre 2006 - Fortes pluies sur la Bretagne - Des précipitations très intenses provoquent des inondations urbaines notamment à Rennes ou Saint-Nazaire[21].

### Années 2010
- 30 septembre au 5 octobre 2010 - Déluge sur la Bretagne - Après 6 mois de sécheresse, un flux de sud-ouest très actif apporte de grosses quantités de pluie sur la Bretagne et les collines normandes[22].

- 5 mai 2012 - Orages sur l’ouest de la France - Premiers gros orages de la saison estivale de l’ouest des Pays de la Loire à la Basse Normandie et l’Ille et Vilaine[23].

- 27 juillet 2012 - De très forts orages traversent la France - L’événement orageux traverse la France du Sud-Ouest au Nord produisant de très fortes pluies sur les Pyrénées-Atlantiques, les Hautes-Pyrénées, le Gers, l’Oise et le Nord[24].

- 18 octobre 2012 - Fortes pluies dans la nuit du 18 au 19 octobre sur l’Ouest de la France - Après une belle période estivale de 2 mois, globalement du 20 juillet au 20 septembre, la pluie revient le 21 septembre, incessante durant les 30 jours suivants. Les forts cumuls des 18 et 19 octobre provoquent des inondations[25].

- 26 et 27 juillet 2013 - Violents orages de l’Aquitaine à la Bretagne - Du 25 au 27 juillet 2013 l’Aquitaine, le Poitou-Charentes et la Bretagne sont touchés par de violents orages accompagnés de pluies très intenses, de grêle et de très fortes rafales de vent[26].

- Février 2014 - Inondations répétées en Bretagne - La Bretagne a connu en février 2014 une succession de perturbations très actives accompagnées de forts cumuls de précipitations et de vents violents provoquant d’importantes inondations[27].

- 11 mai 2016 - Gros orages sur l’ouest - L’après-midi et le soir, des orages puissants se produisent dans l’Ouest. De grosses inondations sont signalées à Angers et Quimper[28].

- 27 au 31 mai 2016 - Fortes pluies orageuses dans l’ouest de la France - Si le sud-ouest de la France n’a pas connu les inondations spectaculaires de la région parisienne fin mai 2016, les quantités d’eau recueillies sont néanmoins importantes par endroits pour la région avec des durée de retour centennales pour des cumuls en 4 jours[29].

- 13 septembre 2016 - Forts orages sur la façade ouest du pays - Une masse d’air chaude aborde l’hexagone, portée par un flux de sud à l’avant d’une dépression en Atlantique. Les orages envahissent le pays par l’ouest[30].

- 28 mai 2017 - Orages intenses sur la Bretagne - Le 28 mai 2017 de violents orages éclatent en fin d’après-midi sur la Bretagne[31].

- 9 juillet 2017 - Pluies diluviennes sur Paris et Nantes - Le 9 juillet 2017 une perturbation orageuse traverse la Bretagne et l’Ile-de-France[32].

- Du 21 mai au 12 juin 2018 - Succession d’épisodes pluvio-orageux intenses - Du 21 mai au 12 juin 2018, l’ouest de la France subit des assauts pluvio-orageux[33].

- 3 juin 2018 - Violents orages sur Morlaix - Le 3 juin, une très forte instabilité entraine de violents orages avec de fortes pluies sur le Finistère[34].

- 1er et 2 juillet 2018 - Violents orages sur l’ouest de la France - Les 1er et 2 juillet 2018, plusieurs vagues orageuses touchent l’Ouest et principalement la Bretagne, les Pays de la Loire et l’Orne[35].

### Années 2020
- 9 mai 2020 - Orages et fortes pluies sur l’Ouest - De forts orages accompagnés de pluies intenses se développent à partir de la mi-journée du 9 mai 2020, un peu partout sur la région ouest[36].

- 3 juin 2020 - Violents orages sur la région ouest - Le 3 juin 2020 des orages violents accompagnés localement de pluies intenses éclatent sur l’ouest de la France[37].

- 17 juin 2020 - Orages sur l’ouest de la France - Le 17 juin 2020 des averses orageuses touchent toute la région Ouest avec localement de fortes intensités[38].

- Du 11 au 13 août 2020 - Pluies intenses sur l’Ouest - Du 11 au 13 août 2020 plusieurs orages, accompagnés de pluies intenses, se produisent sur l’ouest de la France[39].

- 19 septembre 2020 - Pluies diluviennes sur les Cévennes - Le 19 septembre 2020, des pluies instables s’enroulent autour d’un minimum sur le proche Atlantique qui se déplace du Portugal vers la Gironde[40].

- 2 octobre 2021 - Episode de pluie inédit sur l’ouest de la France - Le 2 octobre 2021, au passage d’un front actif à caractère ondulant, de fortes pluies touchent la Bretagne et les Pays-de-Loire[41].

- 17 au 19 juillet 2022 - Canicule de juillet 2022 - (16, 17, 22, 24, 29, 32, 33, 35, 40, 44, 47, 49, 56, 79, 85)
« Épisode caniculaire en cours avec un pic de chaleur extrême sur la façade ouest du pays. ». Températures maximales relevées le 18 juillet 2022[42],[43],[44],[45],[46],[47],[48],[49] : 42,3 °C à Herbignac, 42,2 °C à Chantonnay et au Lion-d'Angers, 42 °C à Nantes, 41,7 °C à Palluau, 41,5 °C à La Roche-sur-Yon, 41,3 °C à Cholet, 41 °C à Niort et Saint-Nazaire, 40,9 °C à Angers (Aéroport).

## Politique et planification climatiques

### Niveau national
Pour respecter les deux objectifs de l'accord de Paris sur le climat (réchauffement bien en-dessous de 2 °C et de préférence limité à 1,5 °C), une réduction forte et immédiate des émissions de CO2 est indispensable, jusqu'à atteindre la neutralité carbone, seule à même de stopper le réchauffement. Diminuer les émissions des autres gaz à effet de serre, en particulier le méthane, est également pertinent. Pour répondre à cet objectif, la France, à travers sa politique climatique, déploie différentes stratégies d'atténuation et d'adaptation), avec des objectifs spécifiques comme la réduction des émissions de gaz à effet de serre de 50 % entre 1990 et 2030 (20 % en 2019) ou la réduction de la consommation énergétique finale de 50 % en 2050 par rapport à la référence 2012 en visant un objectif intermédiaire de 20 % en 2030. La traduction des engagements de la France sur le climat et l'énergie se décline en différents documents de planification aux niveaux régional et local.

### Niveau régional
Les régions sont des acteurs clés dans la lutte contre le changement climatique. Elles ont un rôle important à jouer dans l’adaptation et l’atténuation du changement climatique. En 2018, la région adopte un budget de 353 millions d'euros d'investissements sur la période 2017-2021.

#### SRADDET, schéma régional d'aménagement durable
L’élaboration d’un schéma régional d'aménagement, de développement durable et d'égalité des territoires (SRADDET) est confiée à la région par l’article 10 de la loi portant nouvelle organisation territoriale de la République (NOTRe) du 7 août 2015. Dans ce cadre, le SRADDET des Pays de la Loire a été adopté par délibération du conseil régional des Pays de la Loire, avant son approbation par arrêté du préfet de région le 17 février 2022. Une procédure de modification a été engagée en juillet 2022 afin de mettre le document en conformité avec la loi Climat et Résilience, la loi 3DS et la loi relative à la lutte contre le gaspillage et sur l’économie circulaire sont lancées en février 2023.

#### GIEC ligérien, groupe régional d’experts sur le climat
Devant l’enjeu climatique, des « groupes régionaux d’experts sur le climat (GREC) » sont mis en place dans les différentes régions. le GIEC ligérien est installé en octobre 2020. Il est composé de 20 chercheurs, climatologues et universitaires et a pour mission de préciser les impacts du changement climatique en Pays de la Loire notamment en matière socio-économique et d'émettre des propositions d’atténuation et d'adaptation aux évolutions climatiques. En 2020, il est présidé par la présidente du Lépac, laboratoire d'études géopolitiques et prospectives.
Dans son deuxième rapport, rendu public le 12 avril 2023, les experts du Giec ligérien proposent un éventail d’actions à mener pour diminuer les émissions de gaz à effet de serre et freiner les impacts du réchauffement climatique dans les Pays de la Loire. Pour atteindre une réduction de 40 % des GES d’ici à 2050, le GIEC liste des actions concrètes visant en même temps à la sobriété des usages et à l’efficacité énergétique, dans les secteurs du bâtiment, des transports, de l’industrie. Avec en finalité d’arriver à l’autonomie énergétique de la région en 2050.

### Niveau local

#### SCOT
Les lois Grenelle de 2009 et 2010 ont renforcé le rôle des schémas de cohérence territoriale (SCoT), en étendant leurs moyens d’actions dans de nombreux domaines (consommation d'espace, continuités écologiques, commerce, mais aussi air, énergie et climat). YY SCOT sont approuvés ou en cours d'élaboration en Occitanie au 31 décembre 2022.

#### Territoires à énergie positive
Un territoire à énergie positive pour la croissance verte (TEPCV) est un territoire d’excellence de la transition énergétique et écologique, un projet lancé par le ministère de l'environnement en 2014. La collectivité s’engage à réduire les besoins en énergie de ses habitants, des constructions, des activités économiques, des transports, des loisirs. Elle propose un programme global pour un nouveau modèle de développement, plus sobre et plus économe. En 2017, 5 territoires avaient été lauréats de l'appel à projet : la CARENE, le Sydev et l'Île d'Yeu, Mauges communauté, le Pays Vallée de la Sarthe et la communauté de communes du Mont des avaloirs.

#### PCAET
Instaurés par la loi relative à la transition énergétique pour la croissance verte du 17 août 2015, les plans climat-air-énergie territorial (PCAET) sont définis à l’article L. 229-26 du code de l'environnement. Ils sont obligatoires pour les établissements publics de coopération intercommunale (EPCI) à fiscalité propre de plus de 20 000 habitants. Les EPCI de moins de 20 000 habitants peuvent s’ils le souhaitent élaborer des PCAET volontaires. Chaque PCAET doit être mis à jour tous les 6 ans et faire l’objet d’un bilan à mi-parcours au bout de 3 ans. 24 collectivités territoriales ou groupements de collectivités territoriales son concernés en Pays de la Loire par l’obligation de réaliser un plan climat-énergie territorial : le Conseil régional et les 5 conseils généraux, 11 établissements publics de coopération intercommunale et 7 communes (Nantes et Saint-Nazaire, Angers et Cholet, Laval, Le Mans, la Roche-sur-Yon). Par ailleurs 10 structures de coopération intercommunale volontaires, 1 Parc Naturel Régional et 4 EPCI non obligés se sont lancés dans la démarche d’élaboration d’un plan climat-énergie territorial.

#### PLU
Les Plans locaux d'urbanisme (PLU) et PLU intercommunaux doivent être compatibles le PCAET (et non plus simplement le prendre en compte comme c'était le cas jusqu'au 1er avril 2021).